# Il-Fontana
Il-Fontana (engelska: Fontana) är en ort och kommun i republiken Malta. Den ligger på ön Gozo i den nordvästra delen av landet, 29 kilometer nordväst om huvudstaden Valletta. 